# USS Pride (DE-323)
«Прайд» (англ. USS Pride (DE-323) — військовий корабель, ескортний міноносець класу «Едсалл» військово-морських сил США за часів Другої світової війни.
«Прайд» був закладений 12 квітня 1943 року на верфі Consolidated Steel Corporation в Оранджі, у штаті Техас, де 3 липня 1943 року корабель був спущений на воду. 30 листопада 1943 року він увійшов до складу ВМС США.
Ескортний міноносець «Прайд» брав участь у бойових діях на морі в Другій світовій війні, супроводжував транспортні конвої союзників в Атлантиці. За час війни брав участь у затопленні у взаємодії з іншими протичовновими кораблями двох німецьких підводних човнів U-866 і U-371.
За бойові заслуги, проявлену мужність та стійкість екіпажу в боях «Прайд» удостоєний трьох бойових зірок, медалей «За Європейсько-Африкансько-Близькосхідну», «За Американську кампанії» і Перемоги у Другій світовій війні.

## Історія служби
Вночі 2 травня 1944 року німецький човен U-371 з'явився на поверхні моря буквально посередині союзного конвою, який проходив неподалік від алжирського міста Джиджель. Німці терміново здійснили критичне занурювання й в бою, що зав'язався між ними та американським есмінцем «Менгес», спромоглися уразити американський корабель торпедою.
«Прайд» з есмінцями «Бланкні», «Дж. Кемпбелл», «Сенегаліз» і «Альціон» вирушили на перехоплення німецького підводного човна. У ході тривалих пошуків союзники не надавали німцям можливості спливти, поки їхній U-371 лежав на морському дні на глибині 240 метрів. Протягом доби німецька субмарина лежала не зворухнувшись, доки ситуація на борту німецького човна не стала критичною. Тоді командир німецького корабля спробував втекти під покровом темряви, але був відразу виявлений кораблями союзників. Зав'язалась стрілянина, німці змогли торпедною атакою уразити французький есмінець «Сенегаліз», однак через ураження в ході сутички та пожежу, що спалахнула на борту, човен не міг зануритись і незабаром капітулював.
18 березня 1945 року поблизу Галіфаксу під час супроводу конвою глибинними бомбами та «Хеджхогами» американських ескортних міноносців «Лове», «Менгес», «Мослі» та «Прайд» був знищений німецький підводний човен U-866.